# Artocarpus heterophyllus
A jaca (Artocarpus heterophyllus), também conhecida como jaqueira, é uma espécie de árvore da família das figueiras, amoreiras e frutas-pão (Moraceae). Sua origem está na região dos Gates Ocidentais, localizado no sul da Índia.
A jaca é adequada em planícies tropicais e é amplamente cultivada em regiões tropicais do mundo, incluindo Índia, Bangladesh, Sri Lanka e nas florestas tropicais das Filipinas, Indonésia, Malásia e Austrália.
O fruto da jaqueira é o maior de todas as árvores, atingindo até 55 quilogramas (120 lb) de peso, 90 centímetros (35 pol) de comprimento e 50 centímetros (20 pol) de diâmetro. Uma jaqueira madura produz cerca de duzentos frutos por ano, com árvores mais velhas produzindo até quinhentos frutos por ano.
É uma fruta múltipla composta de centenas a milhares de flores individuais, e as pétalas carnudas da fruta verde são consumidas. A fruta madura é doce (dependendo da variedade) e é comumente usada em sobremesas. A jaca verde enlatada tem sabor suave e textura carnuda, sendo chamada de "carne vegetal". É comumente usada na culinária do sul e sudeste asiático.

## Etimologia e nome comum

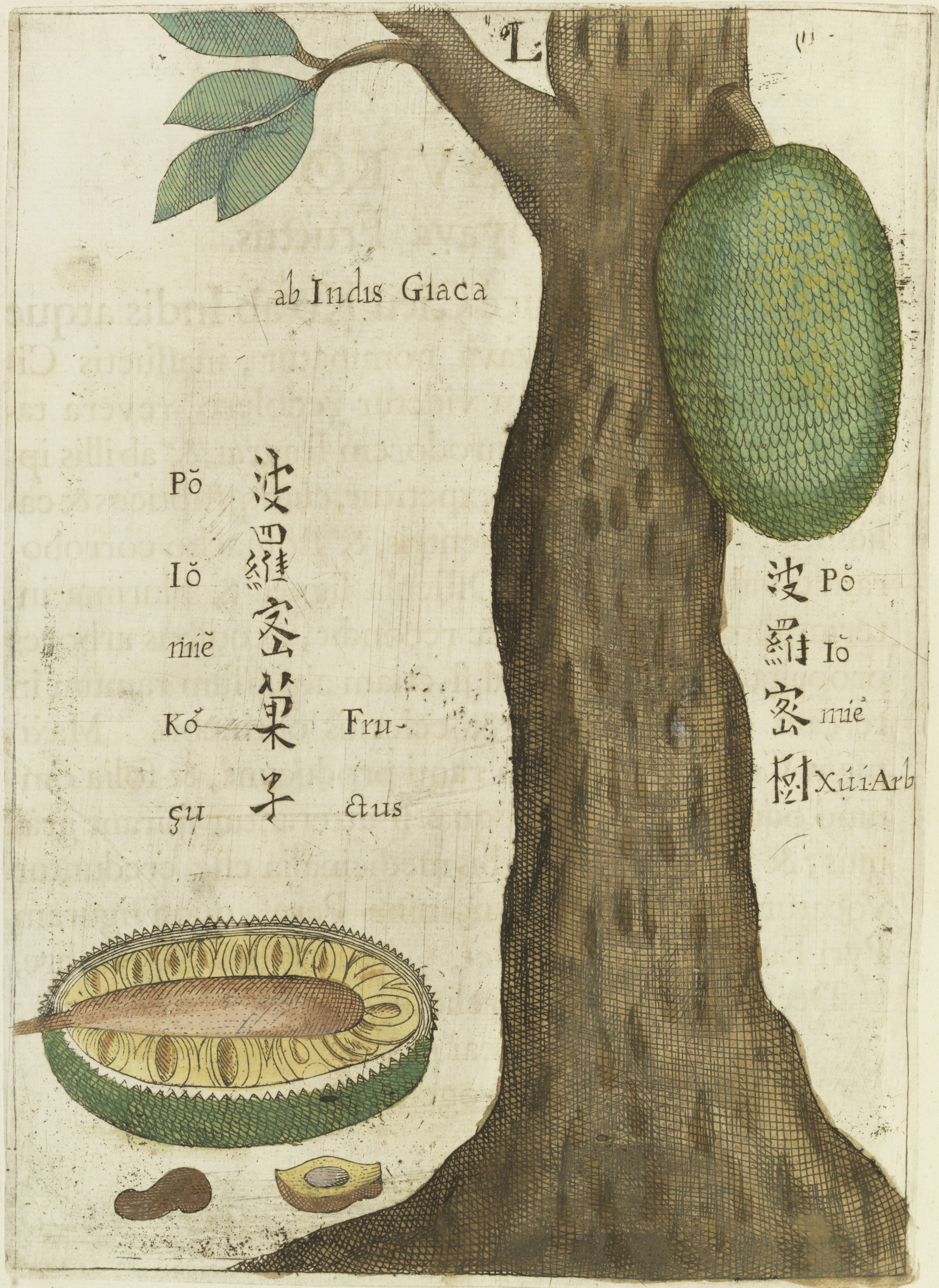
Ilustração da jaca em um dos primeiros livros de história natural sobre a China, de autoria do missionário jesuíta Michał Boym, em 1656

A denominação da árvore tem origem do português, sendo que "jaca" é derivada do termo malaialo chakka (Malaia: chakka pazham), quando os portugueses chegaram à Índia, em Kozhikode (Calicut), na costa de Malabar (Kerala) em 1499. Mais tarde, o nome Malayalam ചക്ക (cakka) foi registrado por Hendrik van Rheede (1678–1703) na publicação Hortus Malabaricus, vol. iii, em latim. Henry Yule traduziu o livro de Jordanus Catalani (fl. 1321–1330) Mirabilia descripta: as maravilhas do Oriente. Este termo é, por sua vez, derivado da raiz protodravidiana kā(y) ("fruta, legume").
Em inglês, seu nome comum "jackfruit" foi usado pelo médico e naturalista Garcia de Orta em seu livro de 1563 intitulado Colóquios dos Simples e Drogas da Índia. Séculos depois, o botânico Ralph Randles Stewart sugeriu que a denominação foi inspirada no nome de William Jack (1795–1822), um botânico escocês que trabalhou para a Companhia das Índias Orientais em Bengala, Sumatra e Malásia.

## História
A jaca foi domesticada de forma independente no sul e no sudeste da Ásia, conforme indicado pelos nomes do sudeste asiático que não são derivados das raízes sânscritas. Provavelmente foi domesticada pela primeira vez pelos austronésios em Java ou na Península Malaia. A fruta foi posteriormente introduzida em Guam por colonos filipinos quando ambos faziam parte do Império Espanhol. É a fruta nacional de Bangladesh e a fruta-símbolo do estado de Kerala.

## Descrição botânica
|                    |  |                                                 |
| Uma árvore de jaca |  | Botões de flores e folhas de uma árvore de jaca |

### Forma, tronco e folhas
A jaqueira é uma árvore de grande porte, possuindo uma copa densa. Pode facilmente chegar a 25 metros de altura. Os troncos possuem diâmetros de 30 a 60 centímetros. Sua casca é áspera e solta uma seiva leitosa.
As folhas são lisas e brilhantes. Possuem um formato oval, com cor verde-escura, tendo 12 a 20 centímetros de comprimento. A consistência é coriácea.

### Flores e frutas
As flores da jaqueira, tanto masculinas como femininas, são formadas separadamente em inflorescências (conjunto de flores fundidas).  As flores masculinas estão agrupadas em espigas, com formato claviforme, enquanto as flores femininas estão agrupadas em espigas compactas. Os frutos são originados das flores femininas. As flores são pequenas, assentadas sobre uma ráquis carnuda.
Os frutos crescem em uma haste longa e grossa no tronco. Variam em tamanho e amadurecem de um tom verde-amarelado inicial para amarelo e, na maturidade, para marrom-amarelado. Possuem uma casca dura e pegajosa com pequenas espinhas cercadas por tubérculos duros e hexagonais. Os frutos grandes e de formas variadas têm um comprimento de 30 a 100 centímetros (12 a 39 pol) e um diâmetro de 15 a 50 centímetros (6 a 20 pol), podendo pesar 10–25 quilogramas (22–55 lb) ou mais.
Pode haver cerca de 100 a 500 sementes por fruta. O revestimento da semente consiste em uma casca fina, cerosa, semelhante a um pergaminho e facilmente removível e um tégmen membranoso acastanhado. Os cotilédones são geralmente desiguais em tamanho, e o endosperma está minimamente presente.
A fruta amadurece durante a estação chuvosa, de julho a agosto. Os aquênios, em forma de feijão, são revestidos por um arilo firme e amarelado, possuindo um sabor doce intenso quando a fruta é madura. A polpa é envolta por muitos fios estreitos de fibra, que correm entre a casca dura e o caroço da fruta e estão firmemente presos a ela.
Quando podada, a parte interna (núcleo) emite um líquido pegajoso e leitoso, que dificilmente pode ser removido da pele, mesmo com água e sabão. Para limpar as mãos depois de "desenrolar" a polpa, usa-se um óleo ou outro solvente. Por exemplo, vendedores ambulantes na Tanzânia, que vendem a fruta em pequenos segmentos, fornecem pequenas tigelas de querosene para seus clientes limparem seus dedos pegajosos. Quando totalmente madura, a jaca apresenta forte aroma agradável, a polpa da fruta aberta lembra o odor do abacaxi e da banana.

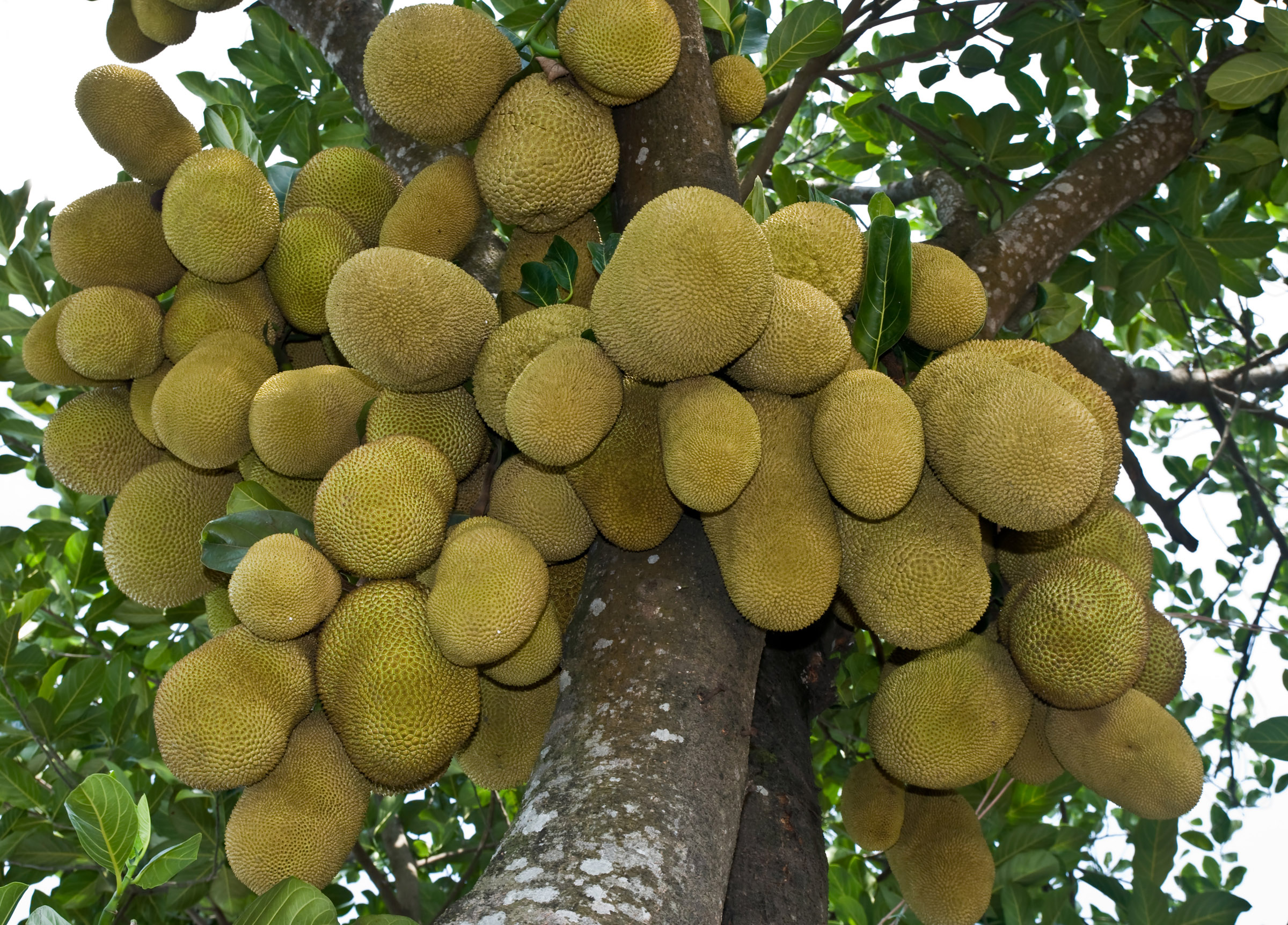
Árvore de jaca com frutas
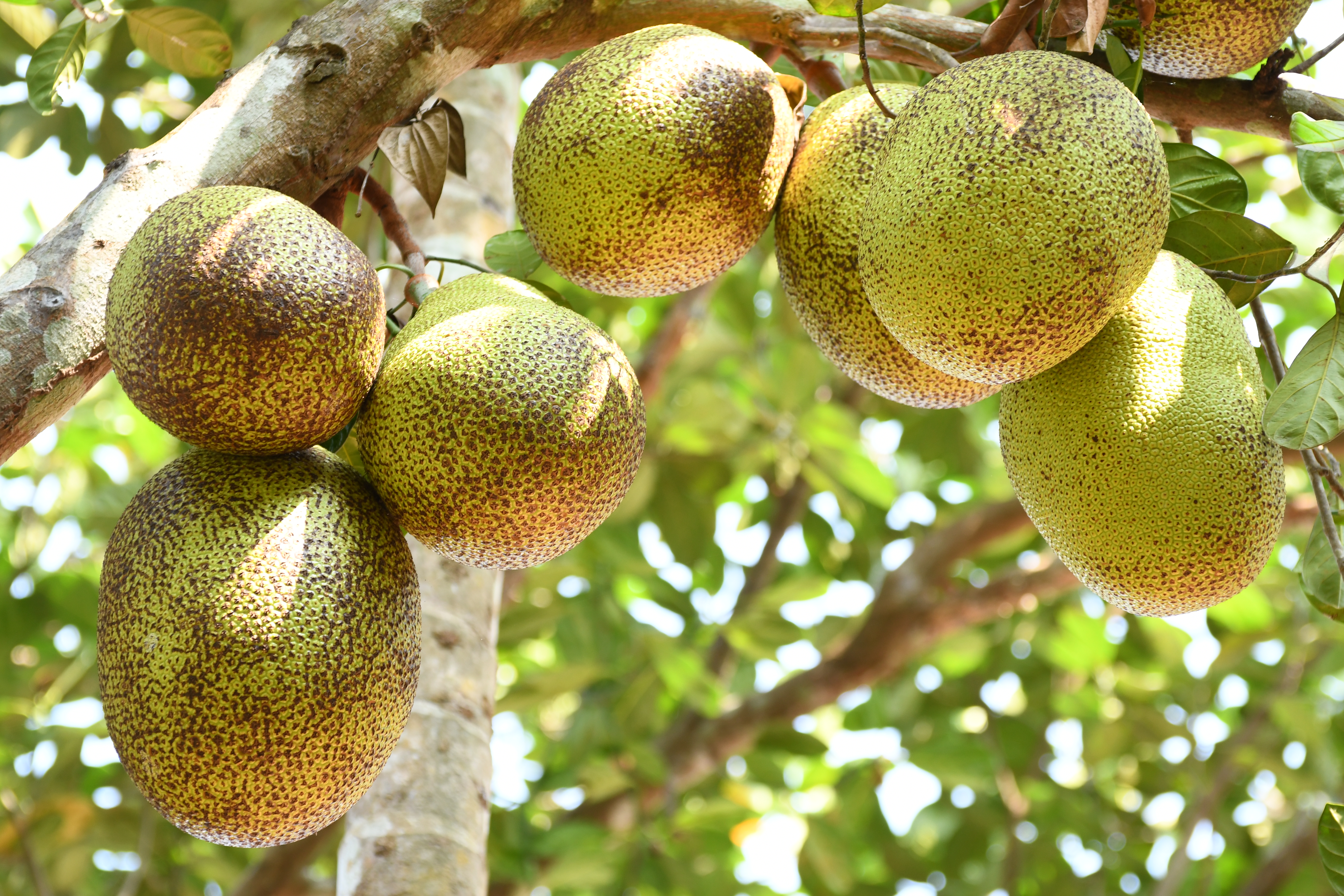
Frutos da jaqueira, em plantação na Índia

## Alimentação

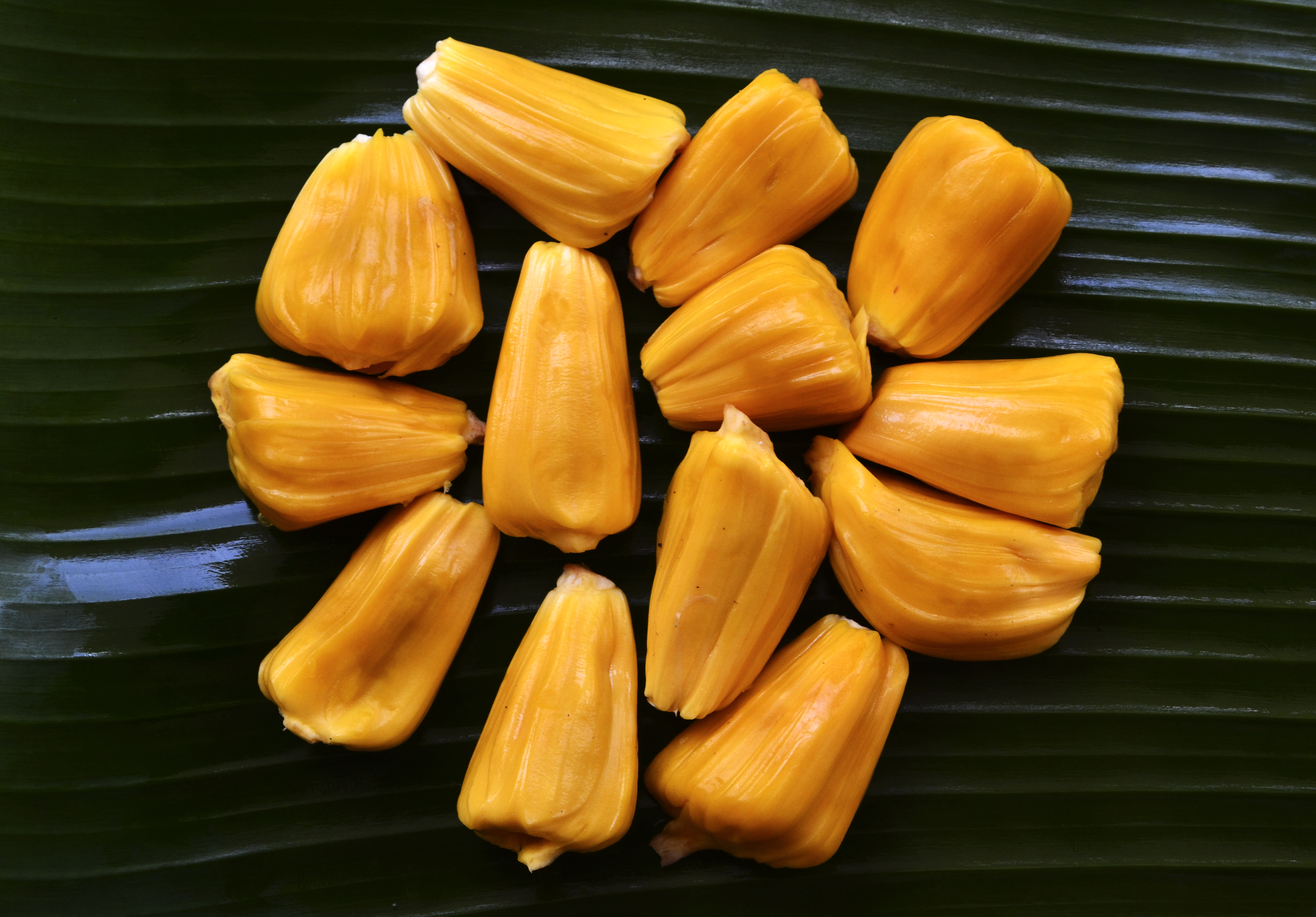
Polpa da jaca

A jaca madura é naturalmente doce, com sabor sutil de abacaxi ou banana. Pode ser usada para fazer uma variedade de pratos, incluindo cremes, bolos, pães ou misturada com gelo raspado, como o es teler na Indonésia ou o halo-halo nas Filipinas. Para o tradicional prato de café da manhã no sul da Índia, idlis, a fruta é usada com arroz como ingrediente e as folhas de jaca são usadas como embalagem para cozinhar no vapor.

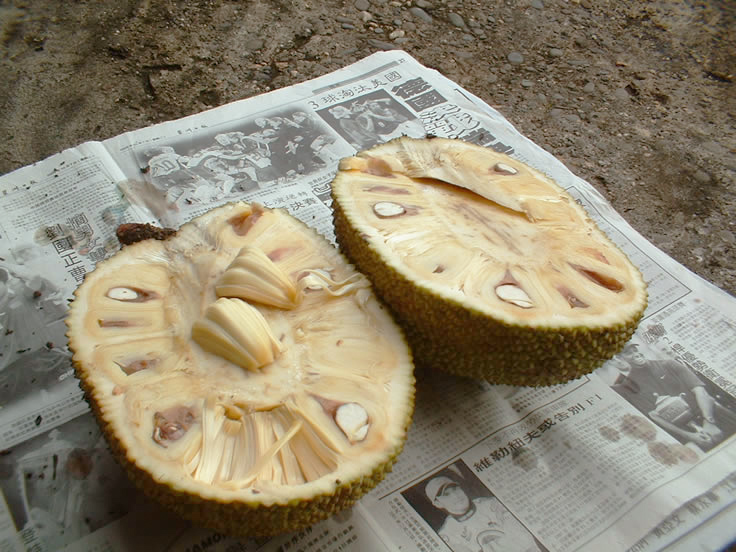
Jaca aberta

As sementes das frutas maduras são comestíveis depois de cozidas e possuem um sabor doce e leitoso, muitas vezes comparadas com a castanha-do-pará. Podem ser cozidas ou assadas. Quanto mais madura, mais doce é a jaca. Quando verde, o sabor é neutro. Quando torradas, o sabor das sementes é comparável com o das castanhas.
As sementes são usadas como petiscos, tanto cozidas como assadas no fogo, ou para fazer sobremesas. Em Java, as sementes são comumente cozidas e temperadas com sal como lanche. São também comumente usadas no curry na Índia, na forma de uma mistura tradicional de lentilha e curry de vegetais. As folhas novas são tenras o suficiente para serem usadas como vegetais.

### Aroma
A jaca possui um aroma doce e frutado distinto. Em um estudo de voláteis sobre o sabor em cinco cultivares de jaca, os principais compostos voláteis detectados foram isovalerato de etila, isovalerato de propila, isovalerato de butila, isovalerato de isobutil, acetato de 3-metilbutila, 1-butanol e 2-metilbutan-1-ol.
Sabe-se que uma jaca totalmente madura e fechada "emite um aroma forte" - e talvez desagradável -, sendo que o interior da fruta foi descrito como cheirando a abacaxi e banana. Após a torrefação, as sementes podem ser utilizadas como alternativa comercial ao aroma de chocolate.

### Valor nutricional
A polpa comestível é formada por 74% de água, 23% de carboidratos, 2% de proteína e 1% de gordura. O componente de carboidrato é principalmente proveniente de açúcares, representando uma fonte de fibra dietética. Em uma porção com 100 gramas (3,5 oz), a jaca crua fornece 95 kilocalorias (400 kJ) e é uma fonte rica (20% ou mais do Valor Diário, DV) de vitamina B 6 (25% DV). Contém níveis moderados (10-19% DV) de vitamina C e potássio, sem conteúdo significativo de outros micronutrientes.
A jaca é uma solução parcial para a segurança alimentar dos países em desenvolvimento.

### Usos culinários

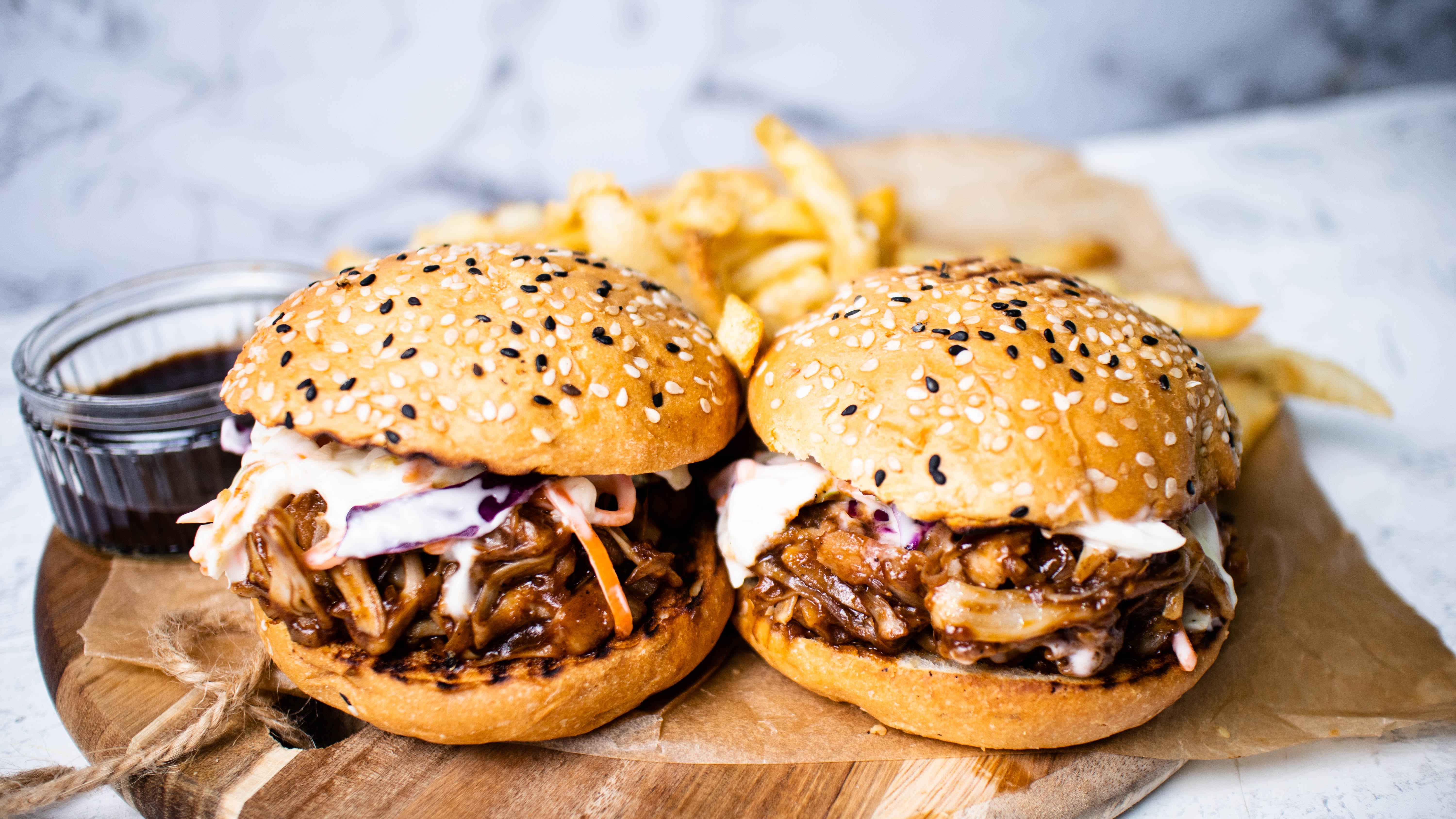
Hambúrgueres de jaca veganos

O sabor da fruta madura é comparável a uma combinação de maçã, abacaxi, manga e banana. Em muitos países asiáticos a jaca é cozida.
Em Bangladesh, a fruta é consumida sozinha. A fruta verde é usada no curry, e a semente é frequentemente seca e preservada para ser usada posteriormente no curry.
Na Índia, predominam duas variedades de jaca: muttomvarikka e sindoor. Muttomvarikka tem uma polpa interna ligeiramente dura quando madura, enquanto a polpa interna da fruta sindoor é macia.
Nas Filipinas, a jaca é chamada de langka em filipino e nangkà em cebuano. A fruta verde é geralmente cozida em leite de coco e comida com arroz; isso é chamado ginataang langka.
No Brasil são reconhecidas três variedades: a jaca-dura, que tem polpa firme, e os frutos maiores podem pesar entre 15 e 40 kg cada; jaca-mole, que dá frutos menores com polpa mais macia e doce; e a jaca-manteiga, que produz frutos doces cuja polpa tem consistência intermediária entre as variedades "dura" e "mole".

## Madeira e fabricação
A madeira amarela dourada com boa granulação é usada para a construção de móveis e casas na Índia. É resistente a cupins e é superior à teca para a construção de móveis. A madeira da jaca é importante no Sri Lanka e é exportada para a Europa. A madeira da jaca é amplamente utilizada na fabricação de móveis, portas e janelas, na construção de telhados e em barris utilizados para o tempero do peixe.
A madeira da árvore é utilizada para a produção de instrumentos musicais. Na Indonésia, a madeira dura do tronco é esculpida para formar os barris dos tambores usados no gamelão. Nas Filipinas, sua madeira macia é transformada no corpo do kutiyapi, uma espécie de alaúde de barco. Também é utilizada para fazer o corpo do instrumento de cordas indiano veena e os tambores mridangam, thimila e kanjira.

## Importância cultural

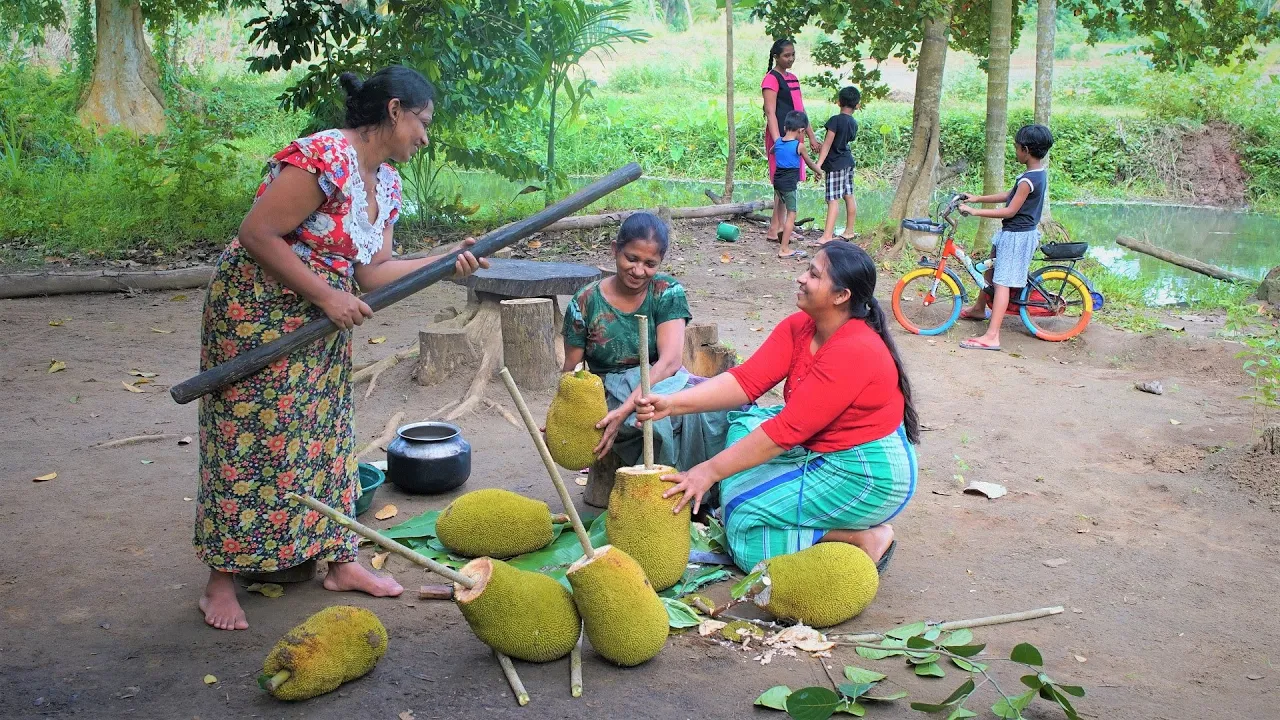
Mulheres preparando jacas em uma vila indiana

A jaca tem desempenhado um papel significativo na agricultura indiana há séculos. Achados arqueológicos na Índia revelaram que a jaca era cultivada no país de 3.000 a 6.000 anos atrás.
A prancha de madeira ornamentada chamada avani palaka, feita da madeira da jaca, é usada como assento do padre durante as cerimônias hindus em Kerala. No Vietnã, a madeira é usada para a confecção de estátuas budistas em templos.
A jaca é a fruta nacional de Bangladesh, e a fruta do estado indiano de Kerala (que hospeda festivais de jaca) e de Tamil Nadu.

## Cultivo

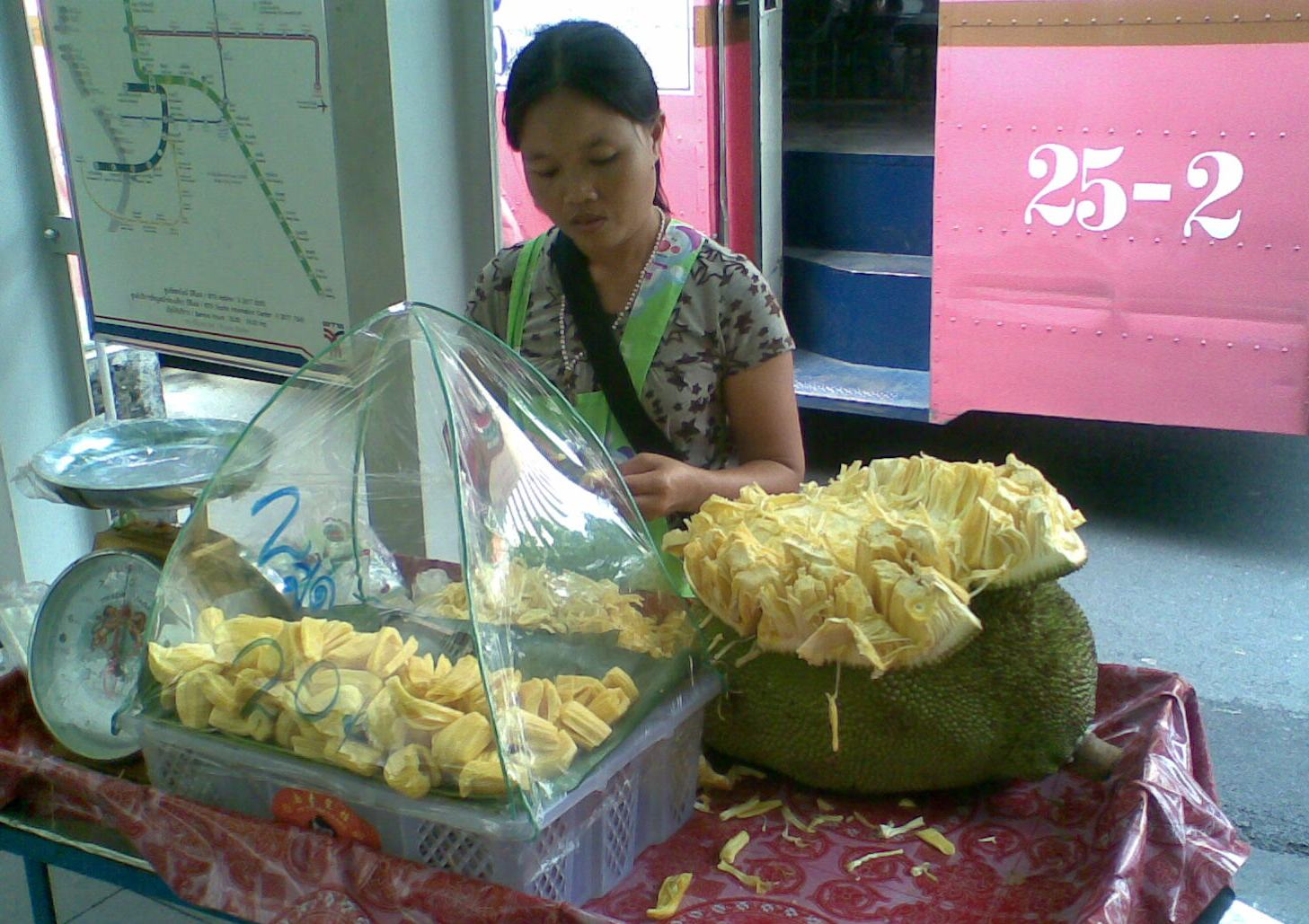
Mulher em Bangkok vendendo Jaca

No que diz respeito ao cultivo da planta, são necessárias podas mínimas; cortar galhos mortos do interior da árvore só é necessário algumas vezes. Além disso, galhos com frutos devem ser torcidos ou cortados no tronco para induzir o crescimento para a próxima estação. Os galhos devem ser podados a cada três ou quatro anos para manter a produtividade.

### Produção e comercialização
Em 2017, a Índia produziu 1,4 milhões de toneladas de jaca, seguido por Bangladesh, Tailândia e Indonésia.
A comercialização da jaca envolve três grupos: produtores, comerciantes e atravessadores, incluindo atacadistas e varejistas.
Em 2022, a empresa de consultoria IndustryARC estimou que o mercado internacional envolvendo a jaca chegaria a US$ 359,1 milhões até 2026. O crescimento anual foi estimado em 3,3%.
Nos Estados Unidos, foi considerada uma alternativa à carne diante das possibilidades de ser utilizada para pratos veganos e vegetarianos. A mesma tendência foi relatada em outros países ocidentais. No Reino Unido, a rede de restaurantes e franquias Pizza Hut lançou uma opção de vegana de pizza contendo a jaca verde.

### Disponibilidade comercial
Fora dos países de origem, a jaca fresca pode ser encontrada em mercados de alimentos em todo o Sudeste Asiático. Também é amplamente cultivada na região costeira brasileira, onde é vendida nos mercados locais. Está disponível no formato enlatado ou congelado, já preparado e cortado. As indústrias de jaca estão estabelecidas no Sri Lanka e no Vietnã, onde a fruta é processada em produtos como farinha, macarrão, papad e sorvete.
A jaca também está amplamente disponível o ano todo, de modo enlatado e seco. Chips de jaca seca são produzidos por vários fabricantes. Conforme relatado em 2019, a jaca tornou-se mais amplamente disponível nos supermercados dos EUA, limpa e pronta para cozinhar, bem como em pratos pré-fabricados ou ingredientes preparados. Está nos cardápios dos restaurantes em preparações como recheios de tacos e versões veganas de carne de porco desfiada.